# Baeolophus atricristatus
El herrerillo crestinegro (Baeolophus atricristatus), también conocido como carbonero crestinegro, carbonero de cresta negra o paro crestinegro, es una especie de ave paseriforme de la familia Furnariidae. Era considerada una subespecie del herrerillo bicolor (B. bicolor), pero fue reconocida como especie separada en 2002.

## Descripción
Mide unos 14 a 15 cm de largo. Tiene los flancos oxidados, las partes superiores grises y el vientre blanquecino. El macho tiene una larga cresta negra oscura que se suele estar erguida, mientras que la cresta de la hembra no es tan oscura. Es muy común dondequiera que crezcan árboles, ya sean de hoja caduca, maderas pesadas, o árboles de sombra urbanos. Su llamada peter, peter, peter es similar a la del herrerillo bicolor, pero más corta. Su dieta consiste en bayas, nueces, arañas, insectos y huevos de insectos.

## Distribución
Es nativo del sur de Texas, Oklahoma, y el este centro de México. Aves vagabundas han sido registradas tan al norte y este como St. Louis, Missouri. Y en memphis Tennessee.

## Subespecies
Se reconocen tres subespecies:
- B. a. atricristatus (Cassin, 1850)– sur de Texas y noreste de México;
- B. a. paloduro J. O. Stevenson, 1940– Texas y suroeste de Oklahoma;
- B. a. sennetti Ridgway, 1904– centro y sur de Texas.